# Kobaltarsenaat

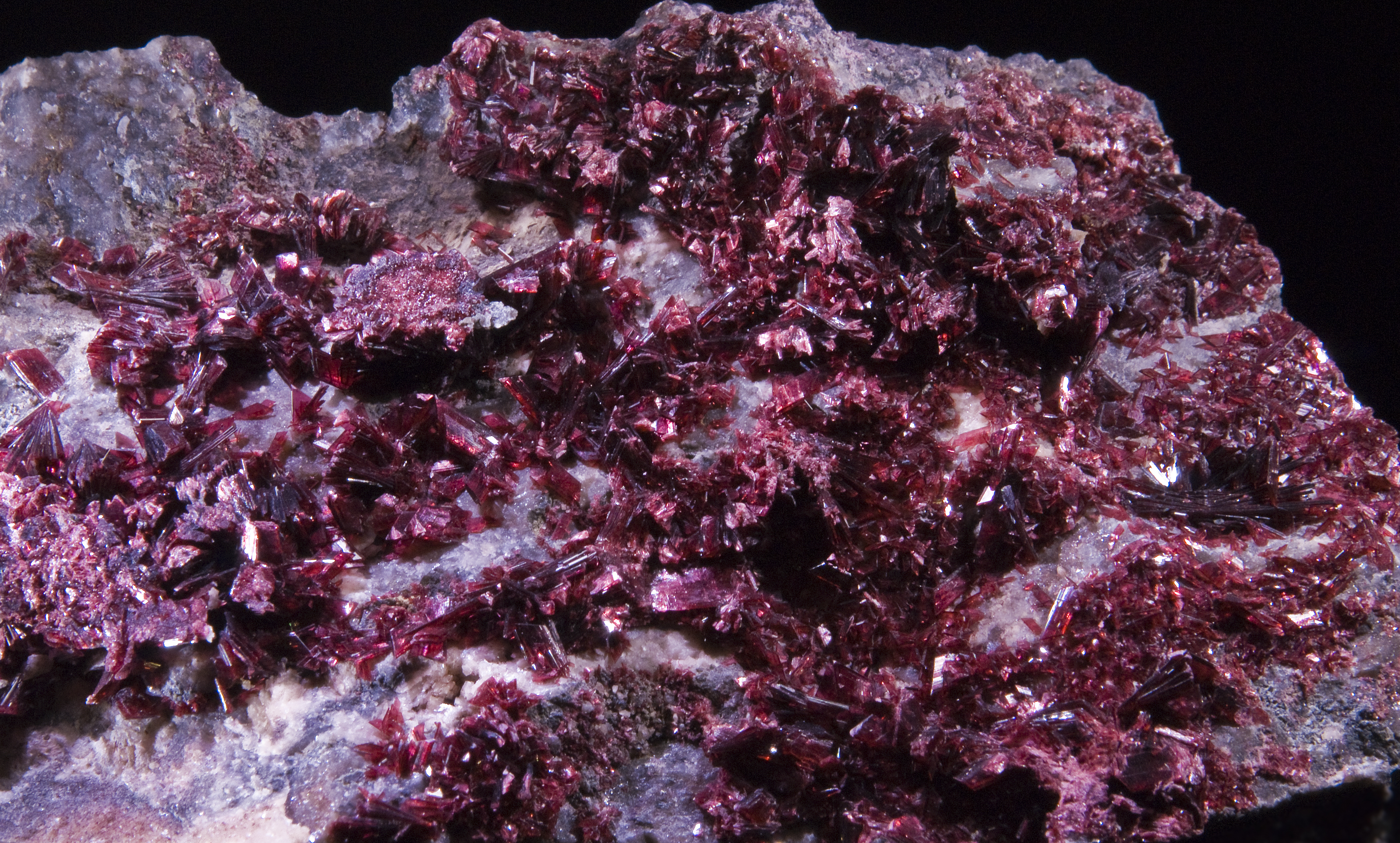
Erytriet had een gewilde roze kleur

Kobaltarsenaat of kobalt(II)arsenaat is een roodviolet anorganisch pigment met de formule Co3(AsO4)2. Het wordt wel kobaltviolet licht genoemd ter onderscheid met kobaltfosfaat dat dan 'kobaltviolet donker' heet.
Wellicht dat al tegen de vroege negentiende eeuw natuurlijk erytriet tot een pigment werd vermalen. Het mineraal erytriet is een kobaltarsenaat en een gehydrateerde vorm. Louis Jacques Thénard gebruikte in het begin van de negentiende eeuw kobaltarsenaat om kobaltblauw te produceren. Vanaf 1829 duiken er werken op waarin kobaltarsenaat als zelfstandig pigment is aangetroffen. Jules Lefort publiceerde in 1855 als eerste een receptuur voor de aanmaak van een synthetisch kobaltviolet op arseenbasis, via calcinatie van een kobaltsulfoarsenaat. Hoewel chemische handboeken uit de tweede helft van de negentiende eeuw verschillende bereidingswijzen geven, liepen verffabrikanten niet te koop met het feit dat ze kobaltarsenaat toepasten en de klant kon niet weten of een tube 'kobaltviolet' kobaltfosfaat of het veel giftiger kobaltarsenaat bevatte. Dat heeft geleid tot het misverstand dat het pigment pas in de twintigste eeuw geïntroduceerd werd. Opmerkelijk is dat de Franse boeken meldden dat de stof in eigen land weinig verkocht werd en het meer een typisch Engels product was, terwijl Engelse publicaties de verbinding niet eens vermeldden en Duitse boeken het gebruik als bij uitstek Frans zagen. Ondanks de giftigheid werd de stof tot in de jaren zeventig van de twintigste eeuw als kunstenaarsverf verkocht. Sinds de jaren vijftig was de verbinding die onder de naam kobaltviolet licht aangeboden werd overigens meestal het goedkopere magnesiumkobaltarsenaat. Er bleef interesse in het pigment bestaan als een lichtechte en vrij verzadigde benadering van magenta. De tint ervan is meer roze dan die van kobaltviolet donker. Heel populair is het pigment nooit geweest. Tegenwoordig is het authentieke kobaltarsenaat als verfpigment verboden en bestaan er lichtechte en veel verzadigder niet-giftige vervangers op basis van chinacridon. Daarnaast wordt kobaltammoniumfosfaat (PV 49) wel onder de naam 'kobaltviolet licht' verkocht.
Kobaltarsenaat is zeer lichtecht. Het verdonkert echter in lijnolie doordat het de vergeling sterk bevordert. Het is een transparant pigment dat dus voor glaceringen gebruikt kan worden. Het is kalkbestendig en geschikt voor toepassing in frescos. Het kleurend vermogen ervan is nog geringer dan dat van kobaltfosfaat. Het Colour Index Constitution Number is 77350. Het was zeer duur. Het is zeer giftig wegens de arsenicumcomponent en ieder contact moet vermeden worden.